# Парау (Горж)
Парау (рум. Pârâu) насеље је у Румунији у округу Горж у општини Бранешти. Oпштина се налази на надморској висини од 127 m.

## Становништво
Према подацима из 2011. године у насељу је живело 477 становника.